# Analogía de Michelson y Morley

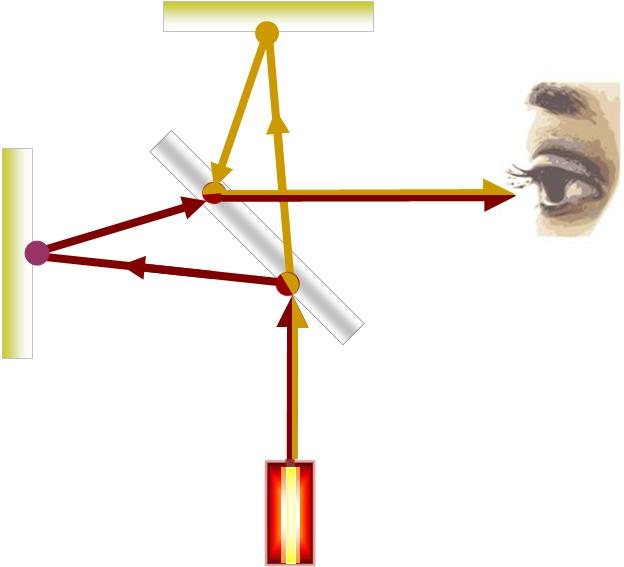
Esquema de un interferómetro. Los recorridos de los dos barcos de la analogía son homólogos a las trayectorias de la luz entre el espejo central y el izquierdo, y entre el espejo central y el superior.

La analogía de Michelson y Morley es un experimento mental (similar, aunque anterior, a los conocidos ejemplos con trenes en movimiento que utilizaba Albert Einstein para explicar la teoría de la relatividad), del que se valieron los físicos estadounidenses Albert Michelson y Edward Morley para visualizar el posible comportamiento de la luz respecto al éter atravesado por la Tierra en movimiento, de acuerdo con el experimento que lleva el nombre de ambos (el famoso experimento de Michelson y Morley de 1887).

## Analogía original
Según recuerda su hija, en el ejemplo original propuesto por Michelson a sus hijos en forma de acertijo, se planteaba un problema con dos nadadores en un río:

"Supongan que tenemos un río de ancho w (digamos, 100  metros), y dos nadadores que nadan a la misma velocidad v en metros por segundo (digamos 5 metros por segundo). El río está fluyendo a una velocidad constante, digamos a 3 metros por segundo. Los nadadores compiten en la siguiente forma: los dos parten del mismo punto en una ribera. Uno nada directamente atravesando el río hasta el punto más cercano en la ribera opuesta, después se da la vuelta y nada de regreso. El otro permanece en un solo lado del río, nadando primero a favor de la corriente una distancia (medida a lo largo de la ribera) exactamente igual al ancho del río, después nada contracorriente de regreso a su punto de partida. ¿Quién gana?"

## Descripción de la analogía

Diagramas de la analogía de Michelson-Morley

Para describir el comportamiento teórico de la luz en el supuesto de que fuese arrastrada por el éter, se puede analizar el comportamiento de dos barcos (o de dos nadadores, como en la analogía original) navegando por un río con una cierta corriente, comparando lo que le sucede al barco que va y viene a lo largo del río, con lo que le sucede al que lo atraviesa.
El ejemplo es análogo a lo que pasa en el interior de las ramas perpendiculares de un interferómetro: los dos barcos representarían los dos rayos de luz en movimiento (perpendiculares entre sí), la corriente se asimilaría con el desplazamiento de la Tierra, y el agua con el éter.
Para alguien que se estuviese trasladando a través de un medio elástico (como presuntamente lo era el éter), la única forma de saber si se está moviendo con respecto a él sería producir una onda (como cuando se arroja un objeto sobre el agua de un río) y observar su comportamiento: si las ondas se alejan con la misma velocidad en todas las direcciones, el observador está en reposo con respecto al medio elástico. En caso contrario, las ondas que se muevan en la misma dirección que el observador parecerán más lentas, y las que se muevan en la dirección contraria, parecerán alejarse más rápidamente. Michelson y Morley intentaron detectar este efecto valiéndose de la velocidad orbital de la Tierra, causante de un efecto conocido desde el siglo XVIII como la aberración de la luz, capaz de afectar a las observaciones astronómicas.  
Para hacer más fácilmente comparables los resultados del experimento mental, se puede utilizar un ejemplo con valores numéricos sencillos. Así, se toman de forma arbitraria como datos de la analogía los valores siguientes:
- Anchura del río: {\displaystyle OA=2\;km}
- Distancia del punto del río aguas abajo: {\displaystyle OB=2\;km}
- Velocidad del río: {\displaystyle Vr=3\;km/h}
- Velocidad del barco: {\displaystyle Vb=5\;km/h}

[1] Recorrido Transversal (recorrido de ida y vuelta del barco que atraviesa el río):
En este caso, el barco recibe transversalmente la corriente de agua de 3 km/h, por lo que deberá ajustar su rumbo virando parcialmente contra ella para compensar su arrastre, y poder atravesar perpendicularmente el río.
Componiendo vectorialmente ambos movimientos con esta condición, la velocidad con la que se atraviesa el río será entonces:
{\displaystyle Vt={\sqrt {Vb^{2}-Vr^{2}}}={\sqrt {5^{2}-3^{2}}}={\sqrt {16}}=4\;km/h}
En consecuencia, el barco invertirá en ir y venir a la orilla opuesta del río 60 minutos:
{\displaystyle Tt=(2+2)/4=1\;h=60\;min.}
[2] Recorrido Longitudinal (recorrido del barco río abajo a la ida y río arriba a la vuelta):
En este caso, el barco es impulsado adicionalmente por la corriente de agua de 3 km/h cuando circula río abajo, y es frenado en la misma cantidad cuando remonta el río.
En consecuencia, el barco invertirá en ir río abajo y volver 75 minutos:
{\displaystyle Tl=2/(5+3)+2/(5-3)=0,25+1=1,25\;h=75\;min.}
Como se puede apreciar, los tiempos de recorrido son distintos, y si los dos barcos partiesen a la vez, el barco que realiza el recorrido transversal volvería al punto de partida 15 minutos antes que el otro.

## Conclusión

(Izquierda) Comportamiento real de la luz en un interferómetro.
(Derecha) Comportamiento esperable a priori de la luz en caso de existir movimiento respecto al éter.

De acuerdo con esta analogía, se deduce que el arrastre de la corriente del río influye en los tiempos de recorrido de los barcos por el cauce en función de la dirección en que se muevan. En consecuencia, debería registrarse un efecto similar entre dos rayos perpendiculares entre sí si la luz fuese arrastrada por la velocidad del movimiento de la Tierra en el espacio a través del éter, como intentaba comprobar el experimento de Michelson y Morley.
Sin embargo, de forma sorprendente por entonces, este efecto sobre la luz (pese a los cuidadosos procedimientos de medida utilizados en el interferómetro), jamás pudo ser detectado, cuestionando de forma consistente las teorías que en aquella época se valían del éter para explicar el comportamiento de la luz.
No sería hasta 18 años después, cuando Einstein formuló la teoría de la relatividad especial en 1905, que el a priori desconcertante resultado del experimento quedó explicado: la velocidad de la luz es constante e independiente de la velocidad del sistema inercial en el que se esté midiendo.